# Горная Шория
Го́рная Шо́рия (шор. Тағлығ Шор) — горно-таёжный регион, расположенный в южной части Кемеровской области на стыке Алтая, Саян и Кузнецкого Алатау. Регион условно может быть отнесён к горной системе Алтая.
Своё название Горная Шория получила от коренных жителей — шорцев. Их первые русские землепроходцы назвали «кузнецкими татарами».

## Физико-географическая характеристика

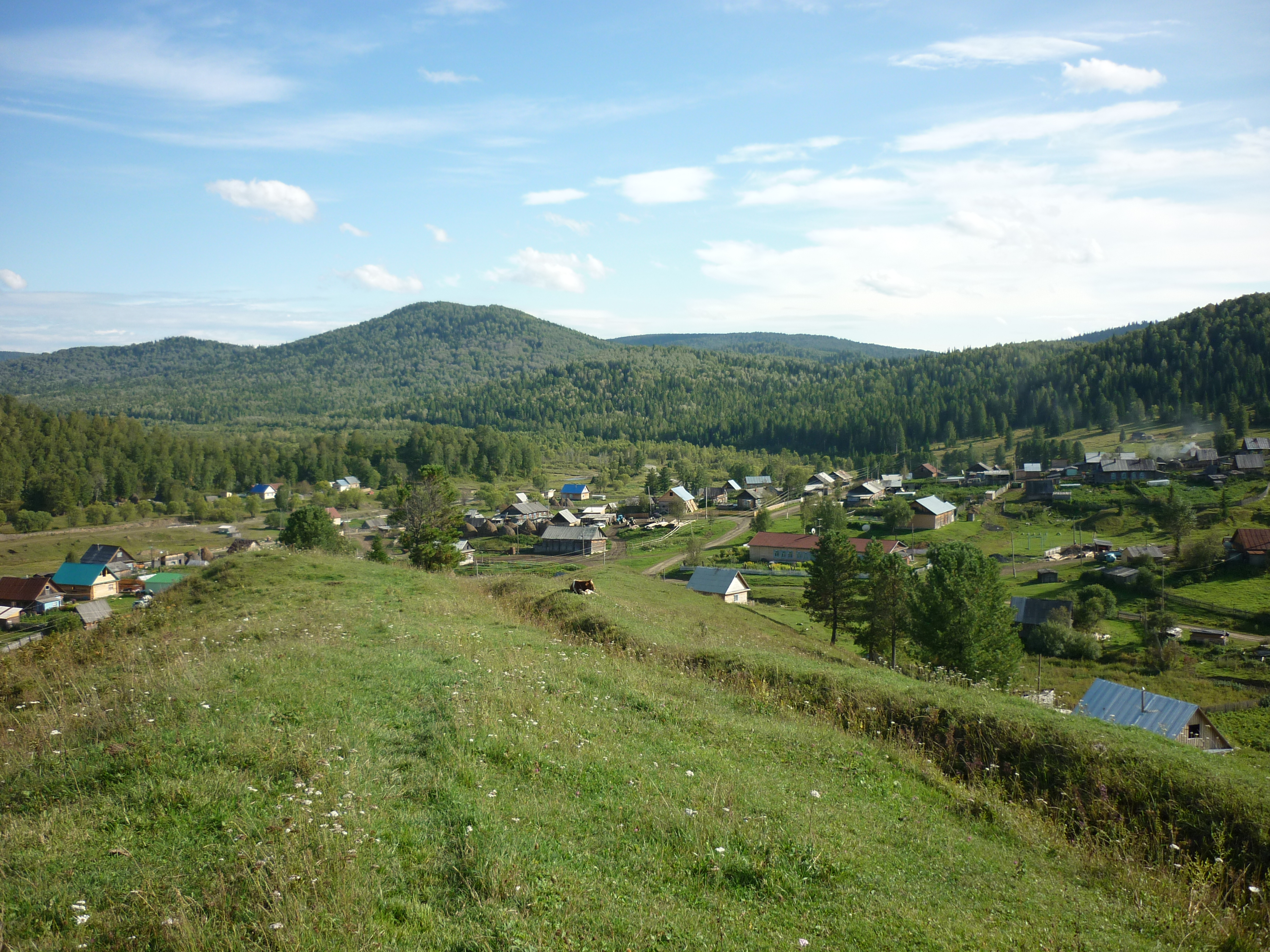
Чулеш

Горная Шория занимает южную часть Кемеровской области, где сходятся в сложный узел хребты Северо-Восточного Алтая, Кузнецкого Алатау и Салаирского кряжа.
Современный рельеф Горной Шории образовался в результате длительного разрушения пород и постепенного поднятия всей территории. 
Это горы средней высоты, преимущественно 500—800 метров. На формирование рельефа основное влияние оказали текучие воды, колебания зимних и летних температур, химические и физические процессы выветривания. В результате образовались живописные узкие речные долины со скалистыми берегами, мягкие очертания вершин, многочисленные пещеры и гроты.
Высоты
Высота региона от 500 до 1630 метров.
Наивысшая точка Горной Шории — гора Патын. Одной из самых популярных является Мустаг (Ледяная гора) — крупный гранитный массив, протянувшийся с юго-запада на северо-восток более чем на 25 км. Под воздействием выветривания здесь образовались скалы, похожие на горбы верблюдов, пики средневековых дворцов, петушиный гребень.
Кроме Мустага над хвойной тайгой поднимаются заснеженные вершины Патына, Улутага, Кубеза, Темиртау (Железной горы), Зелёной, Куль-Тайги. Почти на всех из них зимой катаются горнолыжники, а летом их покоряют альпинисты.
Наиболее известные горы:
- Патын («Место жительства Кузбасского йети») — 1630 метров — самая высокая гора Горной Шории. В районе большая система пещер.
- Мустаг — расположена на территории курорта Шерегеш
- Курган
- Каритшал (более известна как г. Зелёная, на горе расположено большинство горнолыжных трасс курорта Шерегеш)
- Утуя

Реки
Горные, чистые и прозрачные до дна реки прорезали глубокими руслами горные массивы. Главные из них — Кондома, Мундыбаш, Мрассу (согласно топонимическому словарю — «кедровая река»; у шорцев Пырас или Прас), Пызас.

### Геологическое строение
Данные о геологии можно найти в работах К. В. Радугина, А. М. Кузьмина, К. Г. Тюменцева, В. Д. Вертеля, К. А. Батова, А. С. Егорова, А. К. Кюза, Л. Л. Пожарицкого, Г. Л. Поспелова, Г. А. Курганова,В. П. Батурина.
Наиболее древние породы — средне-поздненеопротерозойские карбонатные отложения: известняки, доломиты, а также кварциты, алевролиты и аргиллиты — глубоководные морские отложения. Из магматических пород — поздненеопротерозойские и раннекембрийские офиолиты, по видимому, сформированные в задуговом бассейне примитивной островной дуги: ультрабазиты, габброиды, долериты и подушечные базальтовые лавы, ассоциирующие с глубоководными кремнистыми отложениями. Фрагменты разрезов этих пород сохранились в структуре небольших тектонических пластин, подошв малоамплитудных надвигов в районах хребтов, обрамляющих долину р. Мрассу и Бийской Гривы. Бассейновые структуры, данного этапа известны под наименованием грабенов: Тельбесского и Кондомского, хотя в современной структуре региона, от них сохранились лишь фрагменты Другие мелкие тектонические блоки и пластины сложены кембрийскими вулканогенно-осадочными комплексами, которые могли формироваться в пределах задугового бассейна. В кембрийское время регион претерпел структурную перестройку, вызванную столкновением островной дуги с океаническими поднятиями, формирующими современную структуру Горного Алтая, что вызвало деформацию коры Горношорского региона. Магматизм этого этапа выражен в формировании дифференцированной серии, с преобладанием высококалиевых пород, внедряются в пределах Кондомской структуры и Тельбесского грабена сиенитовые и габброидные интрузии, локально — граниты с геохимическими характеристиками, отвечающими островным дугам.
В конце кембрия прекращаются вулканизм и осадконакопление, что может быть связано, со столкновением структур Кузнецкого Алатау с Сибирским палеоконтинентом, что отражено в формировании ряда гранитных интрузий в южной части региона. Формируется горное сооружение, а затем морская трансгрессия. На протяжении ордовика и первой половины силура на территории региона происходит спокойное морское осадконакопление в пределах узких фьордообразных бассейнов, фрагменты которых сохранились в пределах крупных разломных зон региона. В силуре закладывается активная окраина: в южном обрамлении Кузбасса формируется дифференцированная серия вулканитов, образуются гранитные массивы.
В девонское время продолжает эволюционировать активная окраина: накапливается толща вулканитов и туфогенных отложений, связанных, по большей части, с деятельностью Тельбесского палеовулкана, внедряются гранитные интрузии. Этот магматизм сопровождается заложением рифтов в обрамлении Горной Шории: Кузнецкого, Минусинского и серии более мелких бассейнов в пределах разломных структур региона. Они быстро заполняются красноцветными обломочными отложениями, претерпевают незначительные деформации в результате сдвиговых перемещений. Формирование рифтов сопровождается внедрением щелочных гранитов, субщелочных и щелочных габброидов, нефелиновых и лейцитовых сиенитов и соответствующих вулканитов.
Начиная с конца девона, в карбоне и перми горно-складчатое сооружение постепенно разрушается. Области накопления разрушенного осадочного материала — Кузнецкий и Минусинский бассейны.
На рубеже триаса и перми в регионе проявился трапповый магматизм. В конце триаса в результате формирования Салаирского горно-складчатого сооружения, породы отдельных структур, приуроченных к разломным зонам были деформированы с образованием локальных ороклинов и претерпели метаморфизм в условиях эпидот-амфиболитовой и амфиболитовой фации: были сформированы синметаморфические интрузии двуслюдяных и биотитовых гранитов.
На протяжении юры, мела, палеогена территория постепенно выравнивалась. Хотя, известны юрские и меловые отложения в пределах рифтогенной структуры, отделяющий Салаир от современной Горной Шории. Современное горное сооружение возникло на рубеже неогена и четвертичного периода, сохранив, в общих чертах, стиль разрывных деформаций, сформированный на предшествующих этапах формирования тектонической структуры региона.
Первые сведения о полезных ископаемых Горной Шории относятся к началу XVII века, когда Управление Казённых Колывано-Воскресенских заводов начало поиски золотоносных россыпей в Горной Шории.  В 1834 году геологической службой Горного кабинета были открыты богатейшие россыпи золота по рекам Фёдоровка и Ортон. С этого момента активизируются работы по поискам россыпного золота и его коренных источников. С 1834 г. по начало XX века изучением золотоносности района занимались Г. Гельмерсен, профессор Г.Е. Щуровский, профессор Р. Гельмгаккер, А.М. Зайцев, В.А. Обручев и др. Результатом этих исследований явилось открытие, практически, всех известных на изученной площади золотых россыпей. С 1931 года, с целью создания собственной минерально-сырьевой базы Кузнецкого металлургического комбината, активизируются поисковые и разведочные работы на железные руды. Работы проводил Западно-Сибирский геологический трест. Уже в 1931 году открыты ряд месторождений Казской и Кондомской групп в том числе Шерегешевское месторождение.

## Климат
Климат Горной Шории резко континентальный с большим перепадом среднемесячных и среднесуточных температур.
Зимой преобладает ясная, умеренно-морозная погода без ветра.
Продолжительность солнечного сияния такая же, как на Черноморском побережье, — загорать можно уже с марта. Первый снег появляется обычно в сентябре, устойчивый снежный покров ложится, как правило, к ноябрю и держится до конца апреля, что так привлекает горнолыжников. Высота снежного покрова в речных долинах достигает 2—2,5 метра. Лето теплое, но влажное, осадков выпадает в два раза больше, чем зимой.

## Растительность и животный мир
Большую часть Горной Шории на высоте 600—1200 м занимает темнохвойная тайга, где преобладают хвойные деревья — пихта, ель и кедр. В пихтовых лесах много полян, на которых травы достигают высоты 3-4 метра. Выше 1200—1300 м древесная растительность становится низкорослой и угнетенной. Здесь расположен пояс альпийских и субальпийских лугов.
Животный мир довольно богат и разнообразен. В таёжных лесах обитают лось, марал азиатский, кабарга, косуля, сибирский северный олень, бурый медведь, волк, рысь, росомаха, соболь, выдра, горностай, барсук, норка. На территории региона много птиц — коршуны, канюки, соколы, беркуты, глухари, рябчики, тетерева и другие. В реках природные условия благоприятны для жизни и развития рыб, их видовой состав разнообразен: хариус, таймень, ленок, елец, налим, щука, чебак, окунь, ёрш, пескарь и другие.
На территории региона создан Шорский национальный парк и Таштагольский заказник, который создан для охраны пушного зверя, в частности соболя.

## Население
Население состоит в основном из шорцев и русских.
Плотность населения Горной Шории низкая (менее 5 человек на 1 км²).

## Населенные пункты

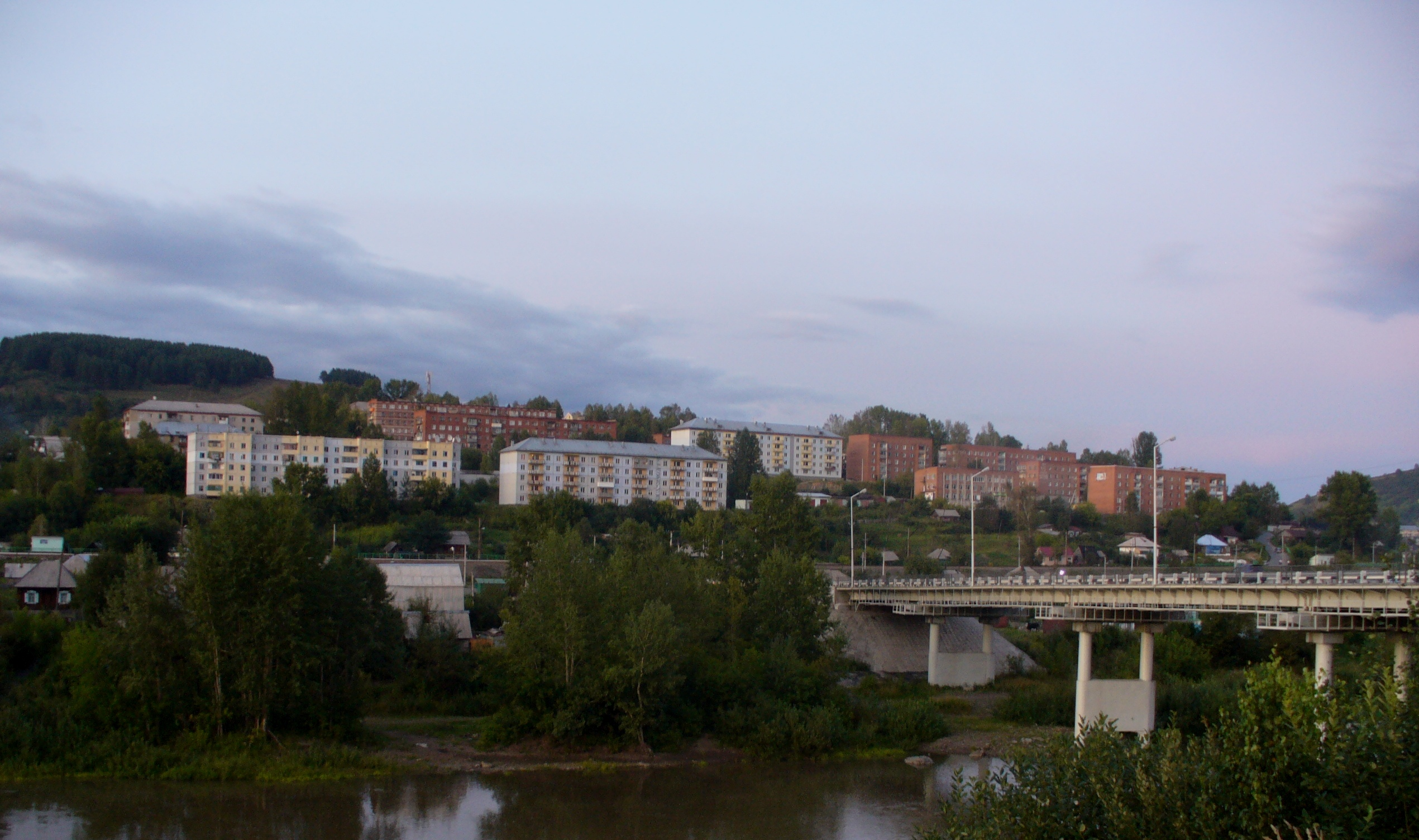
Мундыбаш (поселок) в Таштагольском районе

- Таштагол — административный центр Таштагольского района.
- Шерегеш
- Мундыбаш
- Темиртау
- Каз
- Чугунаш

## Экономика

### Промышленность
Горная Шория — крупный горнорудный регион, где разрабатываются с середины 19 века месторождения железа (Казская и Кондомская группы месторождений).
Также в Горной Шории развита добыча древесины, промысловых зверей и кедровых орехов.

### Туризм
Зимой Горная Шория является горнолыжным курортом, популярным не только в Кемеровской области, но и во всём сибирском регионе. 
Горную Шорию часто называют «сибирской Швейцарией».
Особенно популярна гора Зелёная (Каритшал, 1270 м), расположенная рядом с населённым пунктом Шерегеш. Там постоянно проводятся профессиональные и любительские Чемпионаты России. Зимой туда из Новосибирска ходит регулярный туристический поезд «Зимняя сказка».
Особенности горнолыжного курорта:
- крутизна склонов — 15-45°;
- продолжительность залегания снежного покрова — 7 месяцев;
- легкий «холодный» снег;
- высокий уровень трасс на горе Зелёная признан специалистами международной Федерации горнолыжного спорта и сноуборда.

В 2023 г. в Горную Шорию проложили национальный туристический маршрут: Кузбасский туристический маршрут «Горная Шория. К детям Тайги» 